# صالح کوتاه

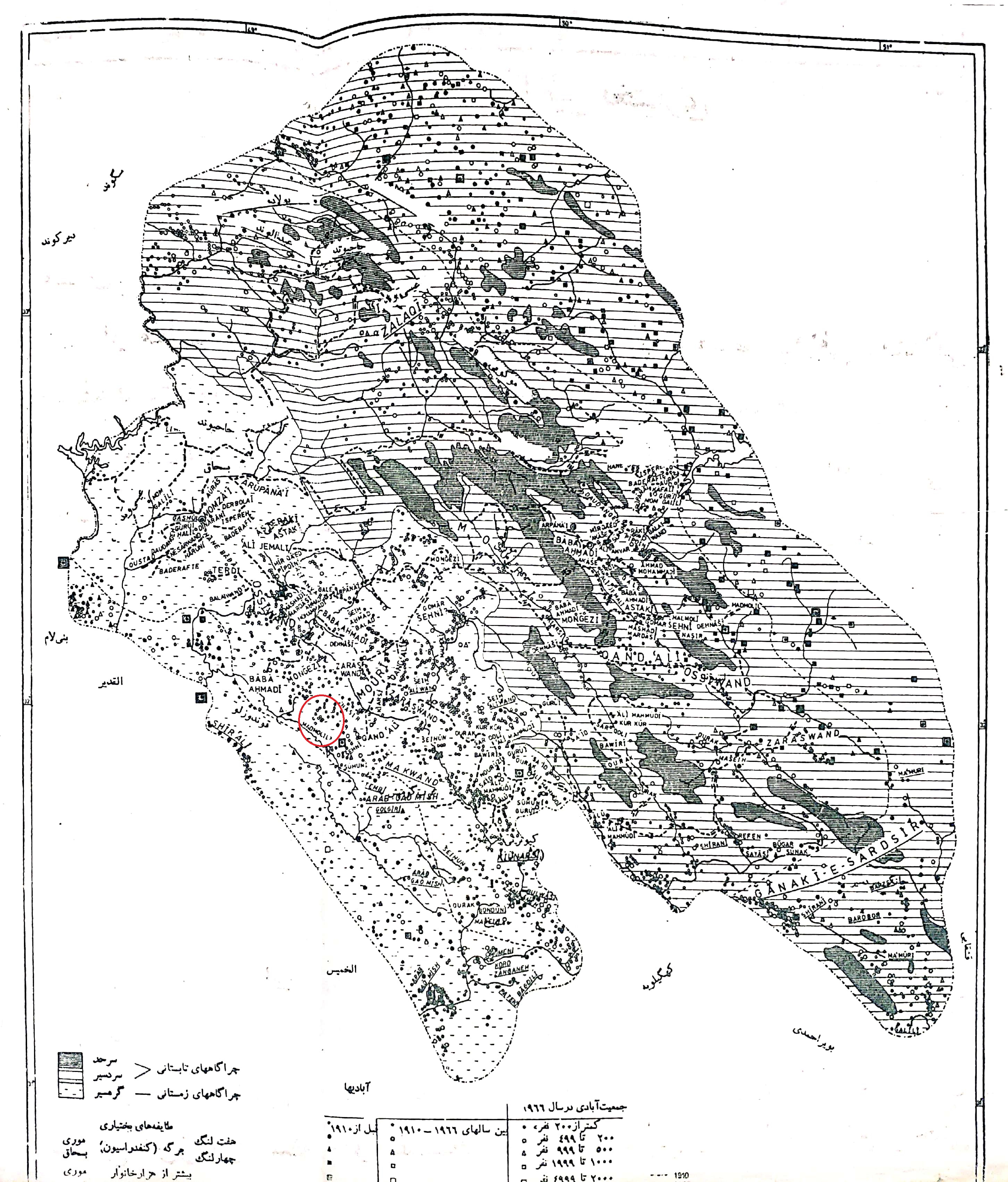
نقشه دیتر امان فرانسوی از اندیکا در سال 1910 (منطقه کنونی صالح کوتاه با دایره قرمز مشخص شده است)

صالح کوتاه، روستایی از توابع شهرستان اندیکا  در استان خوزستان ایران است.
روستای صالح کوتاه از توابع شهر آبژدان شهرستان اندیکا و درمسیر سد شهید عباسپور دامنه ی کوه شو و در استان خوزستان واقع گردیده است.
آثار معماری باقیمانده طاقها نشان از این واقعیت دارد که قدمت این روستا به دوران ساسانیان می رسد، برخی معتقدند در دوران اتابکان لر صالح کوتاه (صالح قصیر) که مبلغ بود در بالای روستا به ارشاد مردم پرداخته است، بعضی دیگر با ذکر مستندات مانند اسناد محلی قدمت این نامگذاری را در اواخر دوره قاجاریه می دانند و می گویند مردم به جهت احترام این مکان را قدمگاه آن بزرگوار دانستند. زیرا به گواه هزار خانوار طوایف همجوار و صدها خانواده مدملیل مقیم مسجدسلیمان پیش از این نام این قریه (بنه وار جانعلی وند) بوده است. اهالی به پاس احترام اهلبیت (ع) نام صالح کوتاه را برگزیدند گرچه در لغت نامه علی اکبر دهخدا و نسق های زراعی نام قریه صالح کوتاه آمده است.

## جمعیت
این روستا در دهستان آبژدان قرار دارد و براساس سرشماری مرکز آمار ایران در سال ۱۳۸۵، جمعیت آن ۲۳۰ نفر (۴۳خانوار) بوده‌است.
1. ↑  https://iranvillage.ir/2947/